# Rowlett
Rowlett és una població dels Estats Units a l'estat de Texas. Segons el cens del 2000 tenia 44.503 habitants.

## Demografia
Segons el cens de 2000, Rowlett tenia 44.503 habitants, 14.266 habitatges, i 12.354 famílies. La densitat de població era de 849,4 habitants per km².
Dels 14.266 habitatges en un 53,8% hi vivien nens de menys de 18 anys, en un 75,3% hi vivien parelles casades, en un 8% dones solteres, i en un 13,4% no eren unitats familiars. En el 10,6% dels habitatges hi vivien persones soles el 2,3% de les quals corresponia a persones de 65 anys o més que vivien soles. El nombre mitjà de persones vivint en cada habitatge era de 3,09 i el nombre mitjà de persones que vivien en cada família era de 3,33.
Per edats la població es repartia de la següent manera: un 33,5% tenia menys de 18 anys, un 5,6% entre 18 i 24, un 36,9% entre 25 i 44, un 18,8% de 45 a 60 i un 5,2% 65 anys o més.
L'edat mediana era de 33 anys. Per cada 100 dones de 18 o més anys hi havia 94,7 homes.
La renda mediana per habitatge era de 70.947$ i la renda mediana per família de 73.417$. Els homes tenien una renda mediana de 49.394$ mentre que les dones 35.286$. La renda per capita de la població era de 26.144$. Aproximadament el 2,2% de les famílies i el 3% de la població estaven per davall del llindar de pobresa.

## Poblacions més properes
El següent diagrama mostra les poblacions més properes.